# Єремія Могила
Єремія Могила гербу Могила (Єремія Мовіле, Ярема Могила, рум. Ieremia Movilă, пол. Jeremi Mohyła; бл. 1555—1606) — господар Молдови (серпень 1595 — травень 1600, вересень 1600 — 10 липня 1606). Старший брат молдовського господаря Симеона Могили, споріднений через шлюби доньок з руськими й польськими магнатськими родинами князів Корецьких, Вишневецьких, шляхтичів Потоцьких.

## Біографія

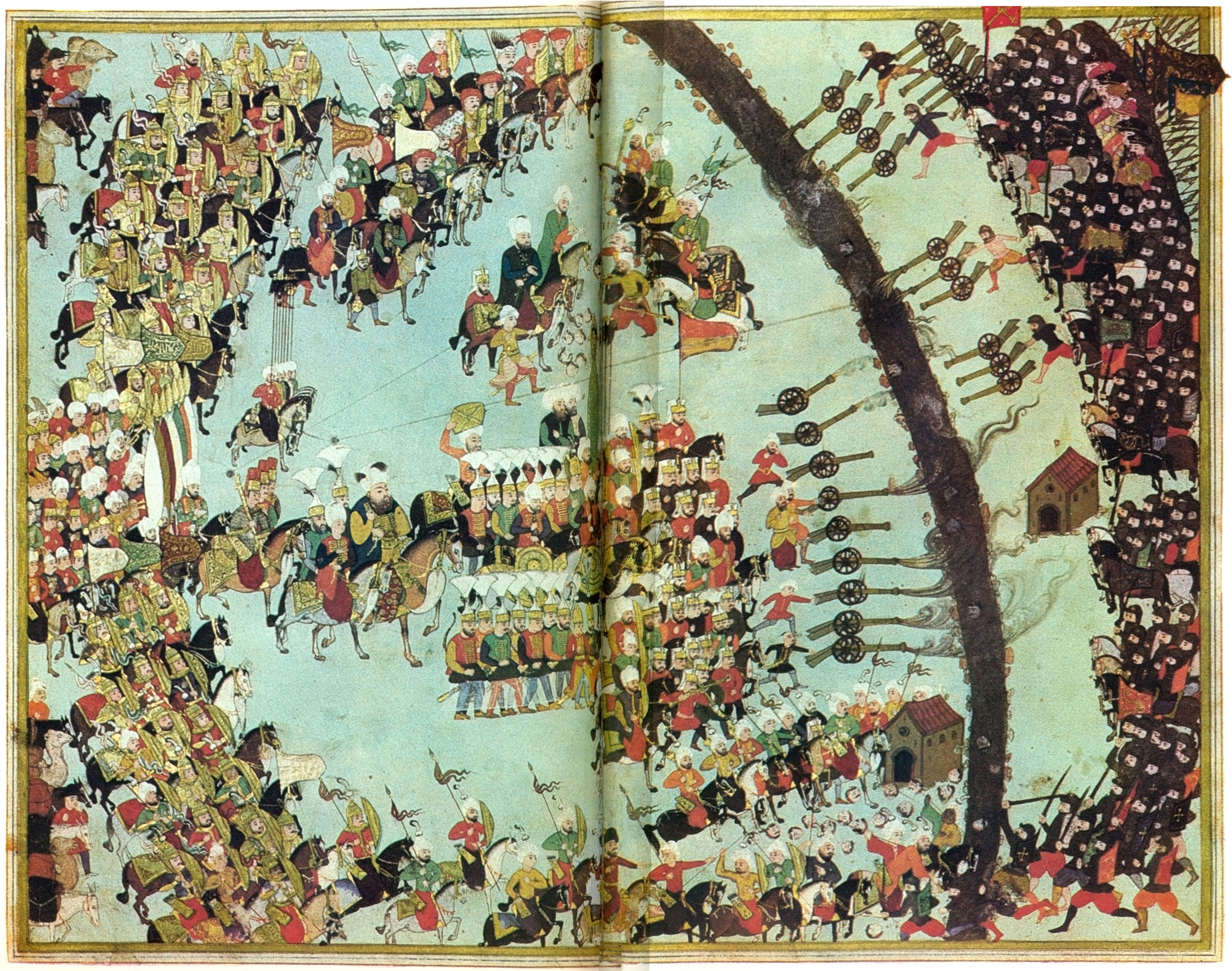
Битва з турками 1596 року

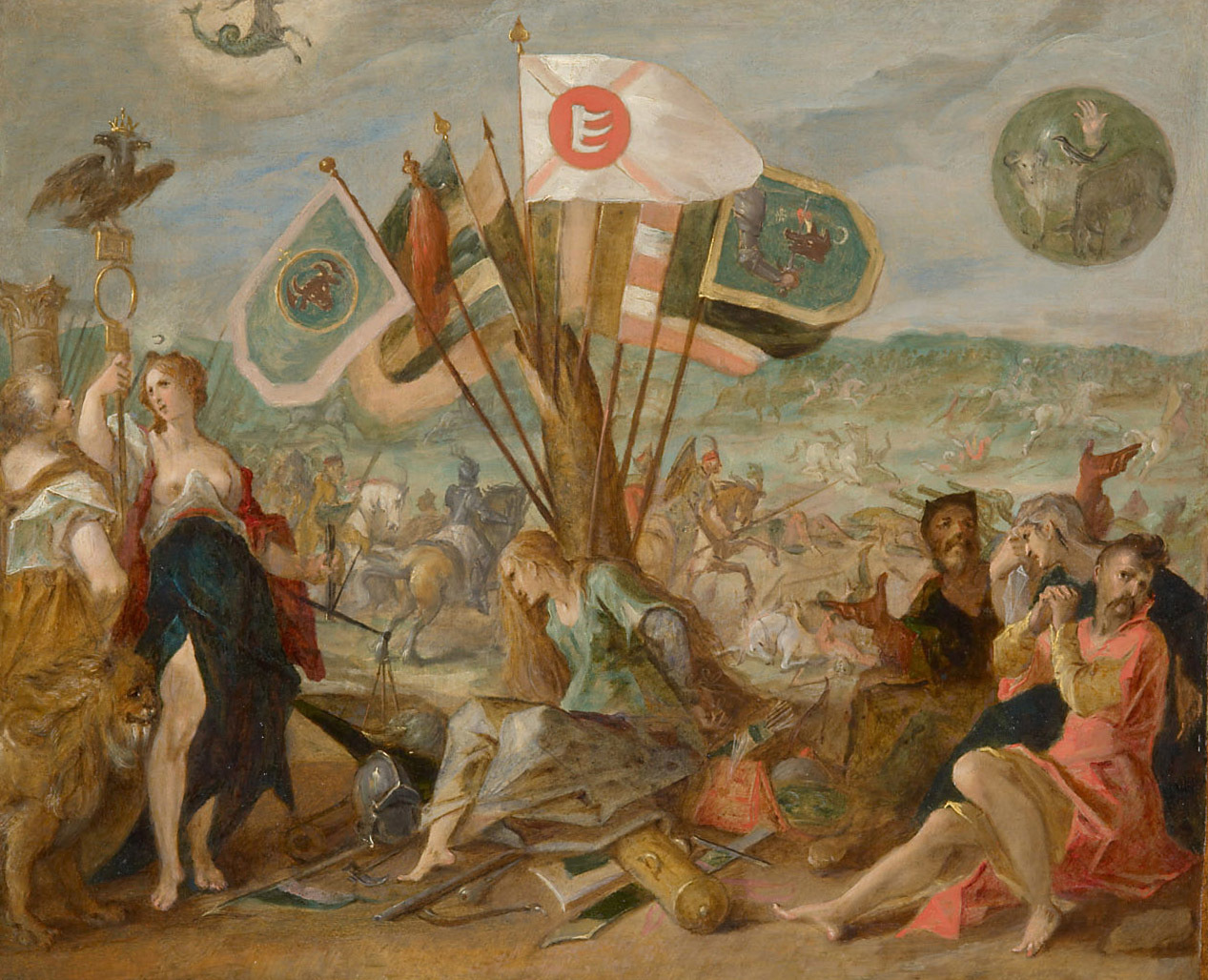
Битва Михайла Хороброго 1601 року з трансильванським військом. Художник Ганс з Аахену

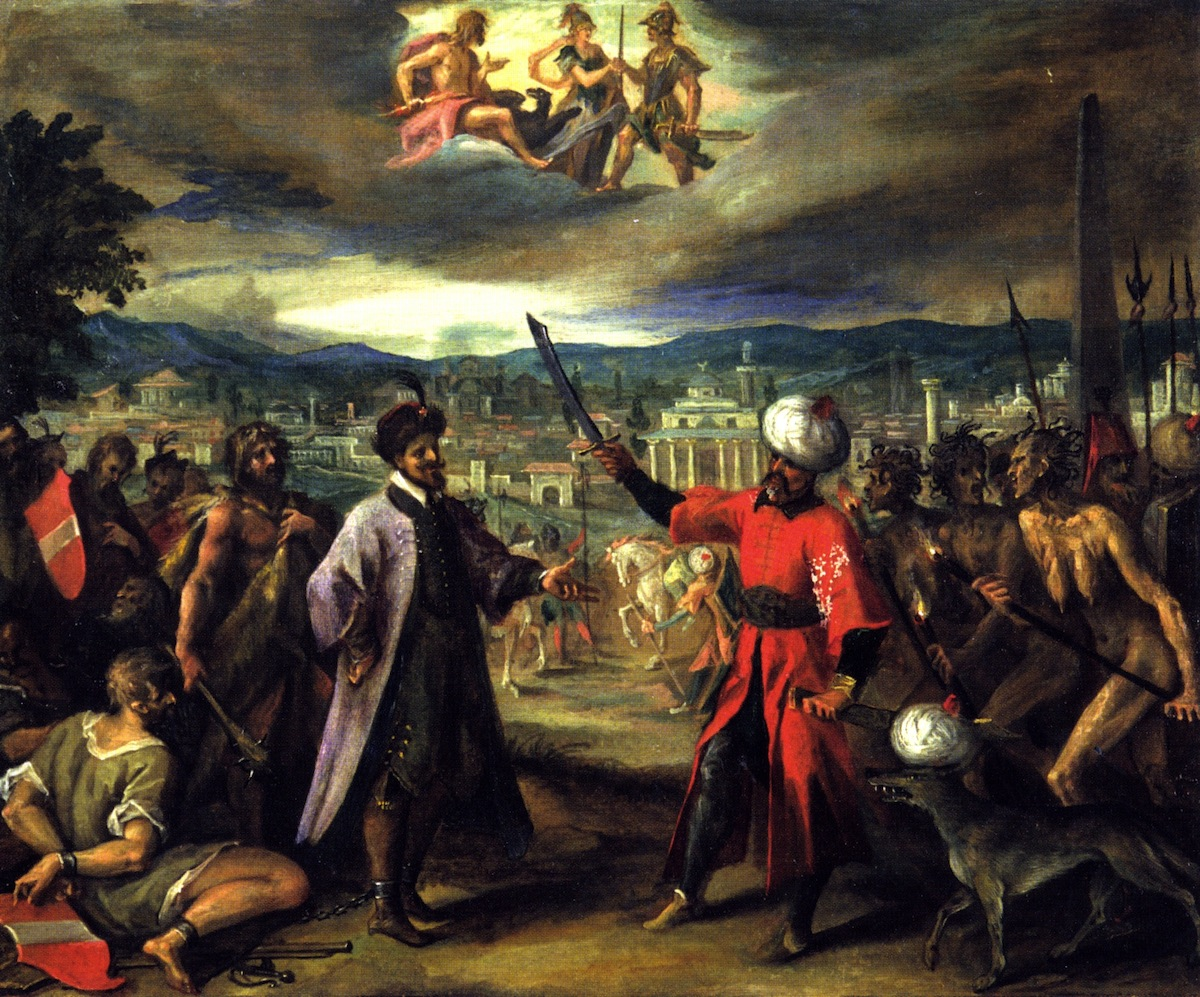
Алегорія проголошення війни туркам. Худ. Ганс з Аахену

Прізвище Могила почав вживати дід Косма. Родина Могил презентувала політичну концепцію, що співпраця з Габсбургами не дозволить вирватись з-під турецької домінації. Батько — великий логофет Молдови Іван (Йона) Могила (1520—1570; у 1551—1552 роках в еміграції у Польщі, служив у поточній обороні), мати — донька Петру IV Рареша Марія (†1614).
Політичну кар'єру розпочав у 1579 р. як пахарник при дворі молдовського господаря Янку V Сасула. 1581 р. через зміну політичної орієнтації господаря змушений був тікати до Польщі з кількома соратниками, серед яких був рідний брат, єпископ радівецький Ґеорґе. Після 8 березня 1582 р. повернувся, за допомогою великого логофета Луки Строїчі намагався встановити перемир'я між господарем та емігрантами. Перед 20 травня 1582 р. став великим ворником двору Янку Сасула. Після поновлення на троні Петру Кульгавого за допомогою турків перед 1 серпня 1583 р. став третім у раді як великий ворник Верхньої країни. 1586 року його позиції зміцнилися через брата Ґеорґе, який став сучавським митрополитом.
Через зраду Бартоломео Брутті (албанця за походженням; відкрив туркам інформацію про контакти Петру Кульгавого з Віднем і Римом) Єремія 19 серпня 1591 р. переїхав до Польщі. Гостював у князя Івана Симеона Олельковича-Слуцького та його дружини Зоф’ї Мелецької в Усті (Влодзімеж Двожачек та Емануель Ростворовський в біограмах у «Польському словнику біографічному» помилково зазначали, що Єремію прийняв у себе коронний підчаший Ян Остроруг, чоловік Катажини Мелецької, рідної сестри Зоф’ї). В 1598 р. Єремія придбав у Зоф’ї Мелецької Устянську маєтність (а також сусідню Ляцьку) для свого старшого сина Костянтина.
До середини 1590-х років жив у Речі Посполитій, де отримав шляхетство, через шлюби доньок споріднився з родами Потоцьких, Вишневецьких. Походи козаків Григорія Лободи і Северина Наливайка — союзників імператора Рудольфа ІІ Габсбурга — в 1594—1595 роках до Молдови проти турків і татар сприяли переходу до антитурецького табору господаря Арона Тирана. За підтримки імператора він виступив проти турків разом з господарем Валахії Михаєм Хоробрим. Інтриги князя Семигороддя Сигізмунда Баторія (племінник короля Стефана Баторія) сприяли захопленню престолу Стефаном VIII Разваном, який здобув славу, командуючи молдовським військом у війні проти турків.
27 серпня 1595 р. підписав договір з Річчу Посполитою про визнання її сюзеренітету над Молдовою із виплатою щорічної данини. Могила платив данину також Кримському ханству та Османській імперії. 
Його обрання викликало замішання серед бояр, чим вирішив скористатись канцлер Ян Замойський. Влітку 1595 р. він ввів до Молдови коронне військо з 5000 кавалерії, 2300 піхотинців і захопив 3 вересня Ясси, через що Штефан Радван втік до Угорщини. Він посадив господарем Ярему Могилу, який 27 серпня зобов'язався повернути Молдову у залежність від Речі Посполитої, щорічно сплачувати 40 тисяч золотих данини, залишити польські гарнізони у Хотині, Сучаві.
Одночасно з наказу султана до Молдови увійшли татари кримського хана Гази II Ґерая, які мали виступити проти Стафана Развана. 19-20 жовтня 1595 р. під Цецорою дійшло до битви коронного війська з татарами. Через неможливість захопити укріплений табір коронного війська, великі втрати хан згодився на перемовини, на яких визнав право Могили на престол. У грудні під Сучавою коронне військо розбило загони Штефана Развана, який потрапив у полон і був посаджений на палю Яремою Могилою. Річ Посполита не бажала війни з Османською імперією — тому Ярема Могила відійшов від антитурецького союзу з Михаєм Хоробрим, Габсбурґами та попросив свого затвердження у султана, зобов'язавшись сплачувати данину. Туреччина вела інші війни, зокрема з Михаєм Хоробрим, була ослаблена бунтами селян, що змусило султана визнати Є. Могилу господарем.
На 1599 р. Є. Могила і новий семигородський князь Андрій Баторій змовились проти Михая Хороброго, плануючи посадити господарем Валахії Симеона Могилу — молодшого брата Єремії. Михай Хоробрий, дізнавшись про угоду, захопив у жовтні 1599 р. Семигороддя, де Андрій Баторій загинув при втечі з поля битви. У травні 1600 р. до Молдови увійшло 17-тисячне волоське військо. При його наближенні у 15-тисячному молдовському війську розпочався заколот — Є.Могила змушений був втекти з 3-тисячним польським загоном до Хотина. Михай Хоробрий оголосив себе господарем, об'єднавши у свої руках також престоли Валахії й Семигороддя (невдовзі там виникли змови проти нього).
Через зменшення свого значення у об'єднаній державі бояри Валахії почали перемовини з турками, а восени 1600 р. у Семигородді розпочалось повстання угорської шляхти, німецьких міщан, яких підтримали Габсбурги і які завдали поразки господарю Михайлу Хороброму. Одночасно до Молдови увійшло коронне військо Яна Замойського, яке повернуло престол Яремі Могилі та посадило господарем Валахії його брата Симеона. Ярема Могила правив до 1606 р., додержуючись лояльності щодо султана та пропольської орієнтації, знаходячись під значним впливом канцлера Замойського. Він мав надію залишити господарем Молдови сина Костянтина, якого доволі швидко прогнав його брат Симеон Могила.
Був похований у монастирі Сучевиця, будівництво якого він фундував разом з братом Симеоном. Також вони були одними з основних жертводавців при спорудженні Успенської церкви у Львові; заклав місто Могилів-Подільський.

## Карбування монет
З визнанням сюзеренітету Річі Посполитої пов'язане карбування монет Єремією Могилою. Адже Могила отримав право карбувати монету за польським стандартом. У 1597-1600 рр. господарем карбувались імітації 3 грошей Речі Посполитої королів Стефана Баторія (1578-1586) та Сигізмунда III (1587-1632). Від оригінальних монет їх відрізняє здебільшого більш низька якість металу, а також, зображення голови зубра, що характерно для молдавських середньовічних монет. В нумізматичній літературі їх називають молдавсько-польськими монетами, молдавськими підробками, або імітаціями. 
|  |  | Наслідування 3 грошей Стефана Баторія м. Риги |
|  |  | --------------------------------------------- |
|  |  |                                               |
|  |  |                                               |
|  |  |                                               |
|  |  |                                               |

## Шлюб, діти

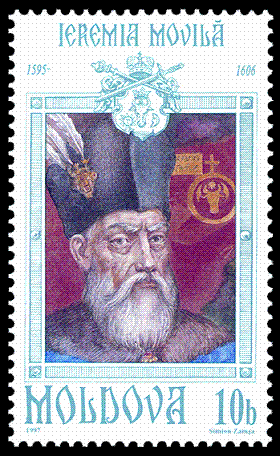
Єремія Могила. Поштова марка Молдови. 1997

Тесть — Ґеорґіос Катаратос, представник грецької колонії купців у Хотині, який оженився з Кристиною Лозонською, дідичкою села Лозна біля Дорохою і змінив прізвище на Лозонський / Ізлозяну (Lozonschi, Izlozeanu). 1578 р. був ключником, отримав від Петру Кульгавого село Юленці над Прутом. В 1597 р. Єремія призначив тестя пиркалабом Хотина. 
Наймолодша сестра Єремії Могили вийшла заміж за Ізаяша Гербурта (так споріднились з Яном Замойським — сином Гербуртівни).
У шлюбі з Єлизаветою Могилою (1571—1617) в Єремії народились діти:
- Константин Могила (?—1612), господар Молдови
- Олександр Могила (?—1620), господар Молдови
- Богдан Могила
- Самфіра Могила (?—7 березня 1596)
- Петро Могила
- Олександра Могила (?—12 липня 1597)
- Станіслава (Стана) (?—12 липня 1597)
- Раїна (Ірина) Могила (Могилянка) (1589—1619), видана за київського каштеляна князя Михайла Вишневецького, шлюб 25 травня 1603, Сучава[11], мати Яреми Вишневецького.
- Марія Амалія Могила (Могилянка) (бл. 1590 — 1638), вийшла на початку 1606 р. за майбутнього старосту подільських земель, воєводу брацлавського Стефана Потоцького.
- Катерина Могила (бл.1590—1619) — дружина князя Самійла Корецького
- Ганна Могила (Могилянка), між 1658/61 роками вийшла заміж за кам'янецького каштеляна Станіслава «Реверу» Потоцького

## Зауваги
1. ↑  в його біограмі у «Польському словнику біографічному» стверджено, що належав до полонофільського роду бояр Гудіці (пол. Hudicich, род. відм.